# Pietro Pomponazzi
Pietro Pomponazzi (16. září 1462 Mantova – 18. května 1525 Bologna), někdy znám spíše pod latinským jménem Petrus Pomponatius, byl Italský renesanční filosof, který se řadí mezi stoupence italského aristotelismu a žáky severoitalské (boloňské a padovské) školy. Je považován za největšího představitele alexandristů, který zaváděl pod rouškou „dvojí pravdy“ materialisticko-atheistické ideje. V celé Evropě byl proslulý jako významný představitel tehdejších aristoteliků a těšil se trvalé přízni benátského senátu a boloňských městských vládců. Jeho dlouholetá učitelská činnost, jeho přednášky, traktáty a knihy určily tradici padovské svobodomyslnosti, prostupující celým 16. stoletím.

## Život
Narodil se v zámožné patricijské rodině v Mantově, roku 1487 dokončil studium na padovské univerzitě. V roce 1488 byl poté na stejné univerzitě zvolen jako profesor filosofie. Mezi lety 1495 a 1509 zde působil jako profesor přírodní filosofie až do uzavření padovské školy, poté přijal místo ve Ferraře, kde vyučoval Aristotelovu nauku o duši. V roce 1512 byl pozván do Boloně, kde přednášel, sepsal zde všechna svá důležitá díla.
V roce 1516 vydal svůj spis De immortalitate animae (O nesmrtelnosti duše). Tento traktát, jímž se autor za života i po smrti nejvíc proslavil, byl výsledkem mnohaletých filozofových úvah, zachycených studenty v záznamech jeho přednášek. Toto dílo rozpoutalo značné protesty ze stran tomistů podporovaných katolickou církví, Averroistů a také Alexandristů. Toto pojednání bylo v Benátkách na rozkaz spáleno a Pomponazzimu šlo o život a musel se nějakou dobu skrývat před katolickou církví. Následovaly spisy Apologia a Defensorium adversus Augustinum Niphum, kterými chtěl Pomponazzi vysvětlit oba své přístupy, tedy pohled katolíka a materialisty zároveň. Jeho poslední dvě pojednání, De incantationibus a De fato byly vydány až po autorově smrti. Pomponazzi umírá roku 1525 v Bologni.

## Filozofie

### Od scholastiky k renesanci
Pomponazziho myšlenky byly předzvěstí renesance. Narodil se v přechodné době, kdy scholastická tradice pomalu začínala ztrácet svůj vliv. Pomponazziho filozofická kultura byla sice po vnější stránce zcela středověká, jeho díla, nemluvě o přednáškách, byla spjata s programem univerzitní výuky ustáleným na západoevropských univerzitách. V traktátech se přísně přidržoval žánru scholastických kvestií. Přesto není na Pomponazzim nic anachronického. Byl přímým účastníkem vývoje renesančního filozofického myšlení.
Vycházel z materiálu daného tradicí a univerzitními stanovami, tj. z Aristotelových textů a jeho komentátorů. Neznal řecký jazyk a neosvojil si rafinovanosti humanistické vzdělanosti, ale přesto byl otevřený novým proudům filozofického myšlení. Znal objevená díla antického filozofického myšlení, mezi nimiž zaujímala zvláštní místo díla Aristotelova pozdně antického vykladače Alexandra z Afrodisiady. Znal i díla svých současníků, humanistů a novoplatoniků, bral je v úvahu a stavěl se k nim kriticky.
Pietro Pomponazzi nepatřil ke scholastikům, kteří odtrženi od života a fanaticky byli do posledního písmene oddáni Aristotelovi. Byla mu cizí scholastická strnulost myšlení, i když byl omezen rámci tradice. Jsou-li Aristotelova slova v rozporu s rozumovými důvody a se zkušenostními údaji, má Pomponazzi dostatek odvahy je odmítnout.

### Spor o Aristotela a nesmrtelnost duše
Doposud bylo církví uznáváno dogma založené na Akvinského interpretaci Aristotela a to do té míry, že jakékoli napadení nebo pochyby nad Aristotelem, nebo třeba jen pokus znovuotevřít diskuzi na toto téma, byly jako velice nebezpečné striktně považovány za kacířství. Pomponazzi sám pro sebe požadoval právo na studium Aristotela a zcela se oddal studiu De anima. Problém nesmrtelnosti duše, který rozebírá ve svém slavném díle De immortalitate animae považoval za fundamentální rozpor mezi aristotelskou naukou a křesťanstvím. Aristotelovo přesvědčení, že duše je až na nepatrné rysy nesmrtelnosti veskrze zcela smrtelná, je v zásadním rozporu s Akvinského křesťanským pojetím duše. Pomponazzi však není prvním, kdo na tento rozpor upozorňuje a ukazuje se tak, že je zřejmě do značné míry ovlivněn řeckým komentátorem Aristotela, Alexandrem z Afrodisiady.
Pomponazziho taktika spočívá v tom, že následuje rozum, kam až je to jen možné, v konečné otázce se však podrobí víře. V tomto duchu také tvrdí, že intelekt je na těle zcela závislý, od těla je neoddělitelný. Proto duše musí být smrtelná. Neexistují prý a nikdy nebudou moci existovat rozumové důvody, které by dokázaly nesmrtelnost duše, protože nesmrtelnost duše je otázkou víry, nikoli rozumu.

### Nesmrtelnost duše a etika
Kromě toho, že Pomponazzi pojednává o nesmrtelnosti duše v závislosti na teorii poznání a chápání podstaty lidského rozumu, analyzuje také etické důsledky, které vyplývají ze smrtelnosti nebo nesmrtelnosti duše; jaký dopad může mít ať už smrtelnost či nesmrtelnost duše na naše mravní myšlení? Traktát De immortalitate animae, jak jsme již řekli, nejen dokazuje nemožnost racionálního, filozofického důkazu nesmrtelnosti duše, ale zároveň vyvrací představu o neslučitelnosti smrtelnosti duše s mravností, která byla obecně rozšířena ve středověkém teologickém a filozofickém myšlení.
Protože dodržování morálních pravidel je v křesťanství podmiňováno posmrtnou odplatou, mohlo by se zdát, že odstranění posmrtné odměny a trestu je krajně nebezpečné a směřuje ke zhroucení všech mravních hodnot. Pomponazzi se však snaží zdůvodnit převahu mravnosti smrtelného člověka nad etickou soustavou, která se opírá o strach z posmrtných muk a o očekávání odměny na nebesích.
Tvrzení o smrtelnosti duše podle něj nutí k tomu, aby se jiným způsobem, než právě trestem a odměnou, řešila otázka cíle lidské existence i otázka možnosti dosažení lidského štěstí v pozemském životě. Ze smrtelnosti duše vůbec nevyplývá, že se zříkáme mravnosti. Právě ti, kdo uznávají posmrtnou odplatu, podrývají společenskou mravnost, neboť zajišťují zachovávání mravního zákona výlučně nadějí na budoucí odměnu a strachem před posmrtnými mukami. Ctnosti však musíme dávat přednost pro ni samu, neboť odměna spočívá v ní samé, podobně jako nejstrašnějším trestem za hříchy a zločiny je sama neřest.
Cílem života je tak podle Pomponazziho morální činnost, která je dosažitelná v průběhu tohoto života a člověk nemusí na budoucí odměnu celý život až do své smrti čekat, odměna je totiž na dosah už teď.

### Osud a svobodná vůle
Poté, co takto vyhlásil všeobecnou determinovanost ve světě podřízeném vládě přírodní nutnosti, musel Pietro Pomponazzi nevyhnutelně narazit na okruh problémů spojených se vztahem světa a člověka, světa a boha. Otázkám nutnosti a náhody, svobody vůle, božského předurčení a teodiceje věnoval Pomponazzi traktáty De Libri quinque de fato a De libero arbitrio et de praedestinatione. Obsahově velmi významné traktáty, nebyly určeny pro tisk a objevily se až více než čtyřicet let po autorově smrti.
Osud pokládá Pomponazzi za ztělesnění všeobecné a nezrušitelné příčinně-následné souvislosti, která vládne ve světě. Odmítá existenci náhodných událostí, přičemž má na mysli události, jež vznikají bez příčiny a nelze je převést na objektivní příčiny, zákonitosti a vztahy. Náhodná událost nevypadává z tohoto řetězce příčin. Její nahodilost se projevuje jen tím, že se nám jeví jako nesouvisející s danou příčinou, kterou známe, nebo s okruhem příčin. Avšak každý náhodný následek má určitou příčinu. Je ji pouze třeba hledat na jiné, vyšší nebo obecnější úrovni. To, co ve vztahu k jednotlivým příčinám probíhá náhodně, je ve vztahu k všeobecným příčinám, jakými jsou nebesa a inteligence, nutné. Tato obecná podmíněnost všeho univerzálními příčinami je osud.
V souladu s tímto učením o všeobecné determinovanosti jevů řeší Pomponazzi i otázku svobody vůle. Lidské chování zahrnuje do obecného souhrnu příčinně následných souvislostí. Přitom neodmítá volbu, svémocnost lidského jednání. Je však třeba vysvětlit, čím je sama volba podmíněna. Mnoho věcí konáme podle své vůle, jestliže neexistují překážky z naší strany nebo zvnějšku. Vůle je určována jak vnějším objektem, tak přirozeností člověka, což pokládá Pomponazzi za hlavní. Člověk, který je součástí systému přírodních vztahů a je objasňován na základě přírody, v níž vládne nutnost, nemůže uniknout za její hranice. Jeho chování je podmíněno jeho přirozenými vlastnostmi. Jak usilování o nejvyšší dobro, tak náchylnost ke zlu je člověku vlastní od přírody.
Bůh v podstatě nejen že obdařil člověka slabou přirozeností, náchylnou k hříchu, ale rozestřel přímo před jeho očima rozmanitá pokušení svádějící k hříchu. Vždyť právě Bůh dal člověku duši náchylnou k hříchu a zkalený rozum spojil s vášněmi. Jak se ale smířit s tímto činem, který Bůh člověku zlomyslně provedl? Pomponazzi hledá východisko ve zcela jiném chápání Boha, a tedy i jeho vztahu ke světu a člověku.

### Bůh - přírodní nutnost
Tímto východiskem je odmítnutí antropomorfních představ o Bohu. Svět, v němž vládne osud, je neslučitelný s Bohem, životodárcem křesťanského a každého jiného náboženství. Bůh je ve filozofickém systému Pietra Pomponazziho ztotožněn s osudem, s přírodou a jeho prozřetelnost je ztotožněna s přírodní nutností. Bůh ztělesňuje neosobní, přírodní příčinně-následnou závislost. Je principem bytí a zdrojem pohybu, není však v jeho moci měnit jej. Ve filozofii Pietra Pomponazziho nezbývá místo pro stvoření světa. Svět existuje věčně, protože věčně působící příčina může mít pouze věčný následek. Bůh působí v souladu s přírodní nutností, proto přijmeme-li boha, musíme přijmout i věčnost světa.

## Dílo
De maximo et minimo
De immortalitate animae
Apologia
Defensorium adversus Augustinum Niphum
De nutritione
De incantationibus
De fato
De naturalium effectuum causis sive de incantationibus
Libri quinque de fato, de libero arbitrio et de praedestinatione
De partibus animalium

### České překlady
P. Pomponazzi, O nesmrtelnosti duše, úvodní studie T. Nejeschleba, překlad M. Petříček, Praha: Oikúmené, 2012. ISBN 978-80-7298-259-2.

## Vliv
Neznamenitějším pokračovatelem Pomponazziho byl padovský filozof Jacopo Zabarella.